# Salyan (Stadt)
Salyan ist eine Stadt in Aserbaidschan. Sie ist Hauptstadt des Bezirks Salyan. In der Stadt leben 38.900 Einwohner. 2014 betrug die Einwohnerzahl etwa 37.200.

## Geografie
Salyan liegt am Fluss Kura, überwiegend am rechten Ufer und knapp 40 km oberhalb seiner Mündung in das Kaspische Meer.

## Geschichte
Die Stadt war von 1729 bis 1789 Hauptstadt des Khanats Salyan, das danach Teil des Khanats Quba war. Ab 1806 gehörte es zum Russischen Reich. In Salyan bestand das Kriegsgefangenenlager 442 für deutsche Kriegsgefangene des Zweiten Weltkriegs.

## Wirtschaft und Verkehr
Die Stadt liegt an der aserbaidschanischen Fernstraße M3 und ist an das Eisenbahnnetz des Landes angebunden.

## Kultur
Es gibt ein historisches Museum.

## Persönlichkeiten
- Nadir Rüstəmli (* 1999), Sänger